# Plieuse
Une plieuse est une machine de façonnage utilisée en imprimerie et permettant de réaliser différentes pliures.
Les principaux organes d'une plieuse sont les cylindres, les poches et les couteaux dans le cas de la plieuse mixte. Les plieuses comportent un système d'entraînement mécanique et pneumatique de la feuille.

## La plieuse à poche
Trois cylindres et une poche sont nécessaires à la réalisation d'un pli simple. 
La poche donne le format de la pliure. 
Le pli est formé par pincement de la boucle de papier en passant entre les cylindres 2 et 3.
Chaque pli supplémentaire nécessite une poche et un cylindre.
La plieuse à poches est utilisée pour réaliser le pli parallèle.
Les dépliants sont réalisés sur ce type de plieuse.

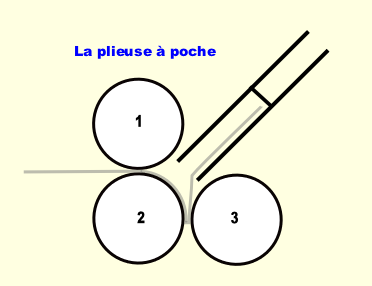
Principe de la plieuse à poche
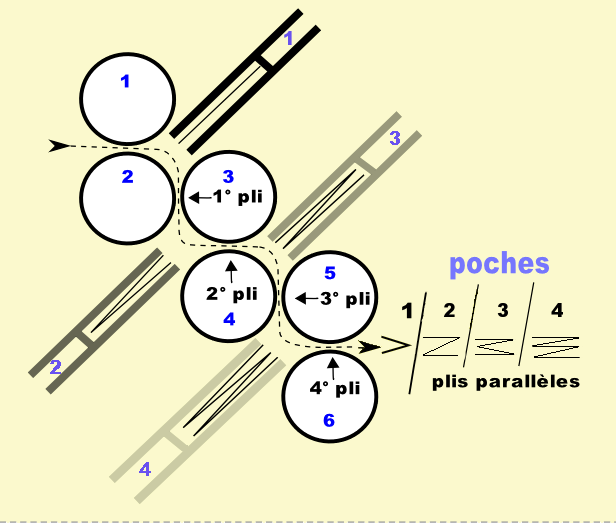
La plieuse à poches
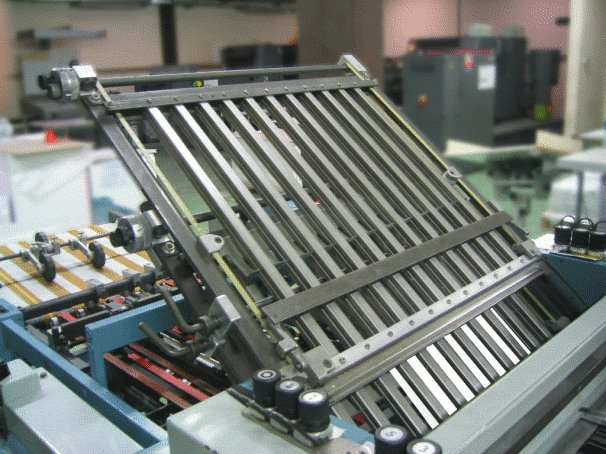
Vue sur la poche de la plieuse. Matériel de façonnage utilisé en imprimerie.
- La plieuse à poches : La feuille pénètre dans la poche, elle passe entre les cylindres pour former le pli. La feuille passe ensuite dans les autres poches selon la pliure à réaliser.

## La plieuse à couteaux
Deux cylindres et un couteau sont nécessaires à la réalisation de chaque pli.
Le couteau tombe exactement entre les deux cylindres à l'endroit précis du pli.
Le couteau tient le rôle de guide, ce sont toujours les cylindres qui forment le pli. 
La plieuse à couteau est utilisée pour réaliser le pli croisé.
Il existe également les plieuses mixtes qui regroupent les plieuses à poche et les plieuses à couteaux.

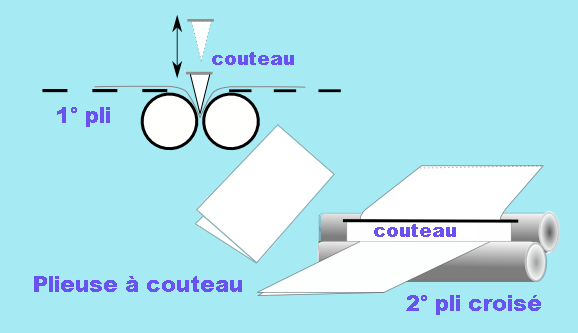
Principe de la plieuse à couteaux.
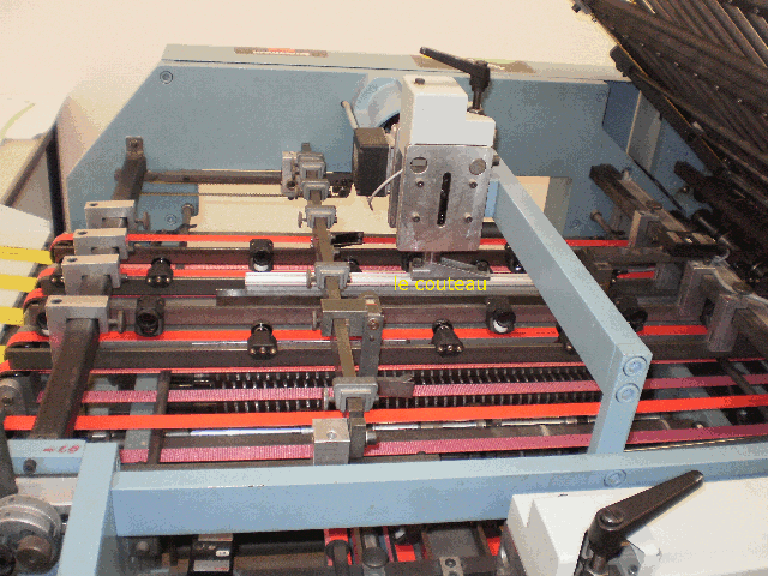
La plieuse à couteau.
- La plieuse à couteaux. Le couteau se baisse et introduit la feuille entre les cylindres pour former le pli.

## Accessoire
Une molette perfore en pointillé la ligne de pli si le support d'impression est épais ou si l'épaisseur de la feuille pliée contrarie la formation du pli.